# Aluncio
Alunzio tal cual se escribe en italiano (en griego, Ἀλοντίον y, también, Ἀλοντίνον) es el nombre de una antigua ciudad de Sicilia.
Según cuenta Dionisio de Halicarnaso, allí se establecieron algunos de los compañeros de Eneas, dirigidos por Patrón de Tirio (procedente de Acarnania) tras la toma de Troya.
Se conservan monedas de bronce de Aluncio fechadas en el siglo IV a. C., donde figura la inscripción «ΑΛΟΝΤΙΝΟΝ» y de donde se deduce que  en la ciudad se rendía culto a divinidades griegas. La antigua ciudad se localiza en San Marco d'Alunzio.